# Myrmia micrura
La silvistella codacorta o stella dei boschi codacorta (Myrmia micrura (Gould, 1854)) è un uccello della famiglia Trochilidae. È l'unica specie nota del genere Myrmia Mulsant, 1876.

## Descrizione
La silvistella codacorta è un piccolo colibrì della lunghezza di 6 centimetri, con la coda molto corta; tanto che a riposo, le punte delle ali si estendono oltre la punta della coda. Il becco è nero, leggermente ricurvo e lungo 13 millimetri, relativamente corto per un colibrì. In entrambi i sessi le zampe sono nere e le parti superiori del corpo sono di colore verde brillante. I maschi hanno il petto per lo più bianco, con la gola viola brillante; hanno inoltre le timoniere centrali verdi e quelle esterne nerastre. Le femmine sono invece di colore camoscio o cannella sulla gola e sul petto. Le penne timoniere centrali della femmina sono verdi come nei maschi mentre le timoniere esterne sono nere, con punte bianche.

## Distribuzione e habitat
Gli esemplari di silvistella codacorta abitano le boscaglie aride e i giardini lungo la costa Pacifica dell'Ecuador meridionale e del Perù settentrionale. In particolare in Ecuador questa specie è presente nell'estremo sud della provincia di Manabí, in tutta la provincia di Santa Elena, nel Guayas centro-meridionale e nella parte occidentale delle provincie di Loja e El Oro. Inoltre si ritrova anche sulle isole del Golfo di Guayaquil. In Perù essa è invece presente in tutta la regione di Tumbes, nella regione di Piura centro-occidentale, in quasi tutta quella di Lambayeque; sino  nella regione di La Libertad sudoccidentale, limite meridionale della specie.

## Tassonomia
Dall'analisi bayesiana di vari elementi genetici, tra i quali i geni mitocondriali codificanti per le proteine delle subunità 2 e 4 della NADH deidrogenasi, effettuata su molte specie della famiglia dei Trochilinae, è risultato che la silvistella codacorta è filogeneticamente vicina al forbicino del Perù.
La silvitella codacorta non è divisa in sottospecie.